# Hilde Quintens
Hilde Quintens (Heusden-Zolder, 2 oktober 1964) is een Belgische veldrijdster. Quintens begon haar carrière in het veldrijden op 37-jarige leeftijd. In 2012, op 47-jarige leeftijd behaalde ze nog een bronzen medaille op de Belgische kampioenschappen veldrijden.

## Palmares

### Veldrijden
| Seizoen   | Wereldbeker | Superprestige | BPost Trofee | WK | EK | BK    | Overige  | Totaal aantal zeges |
| --------- | ----------- | ------------- | ------------ | -- | -- | ----- | -------- | ------------------- |
| 2001-2002 |             |               |              |    |    | Brons |          | 0                   |
| 2002-2003 |             |               |              |    |    | Goud  |          | 1                   |
| 2003-2004 |             |               |              |    |    | Brons | Overijse | 1                   |
| 2004-2005 |             | Asper-Gavere  |              |    |    |       |          | 1                   |
| 2005-2006 |             | Asper-Gavere  |              |    |    | Goud  |          | 1                   |
| 2006-2007 |             | Asper-Gavere  |              |    |    | Brons |          | 1                   |
| 2007-2008 |             |               |              |    |    |       |          | 0                   |
| 2008-2009 |             |               |              |    |    |       |          | 0                   |
| 2009-2010 |             |               |              |    |    |       |          | 0                   |
| 2010-2011 |             |               |              |    |    |       |          | 0                   |
| 2011-2012 |             |               |              |    |    | Brons |          | 0                   |